# Jošijuki Macujama
Jošijuki Macujama (* 31. červenec 1966) je bývalý japonský fotbalista.

## Reprezentace
Jošijuki Macujama odehrál 10 reprezentačních utkání. S japonskou reprezentací se zúčastnil Mistrovství Asie ve fotbale 1988.

## Statistiky
| Japonsko | Japonsko | Japonsko |
| Roky     | Záp.     | Góly     |
| -------- | -------- | -------- |
| 1987     | 9        | 4        |
| 1988     | 0        | 0        |
| 1989     | 1        | 0        |
| Celkem   | 10       | 4        |